# Khỉ mũ

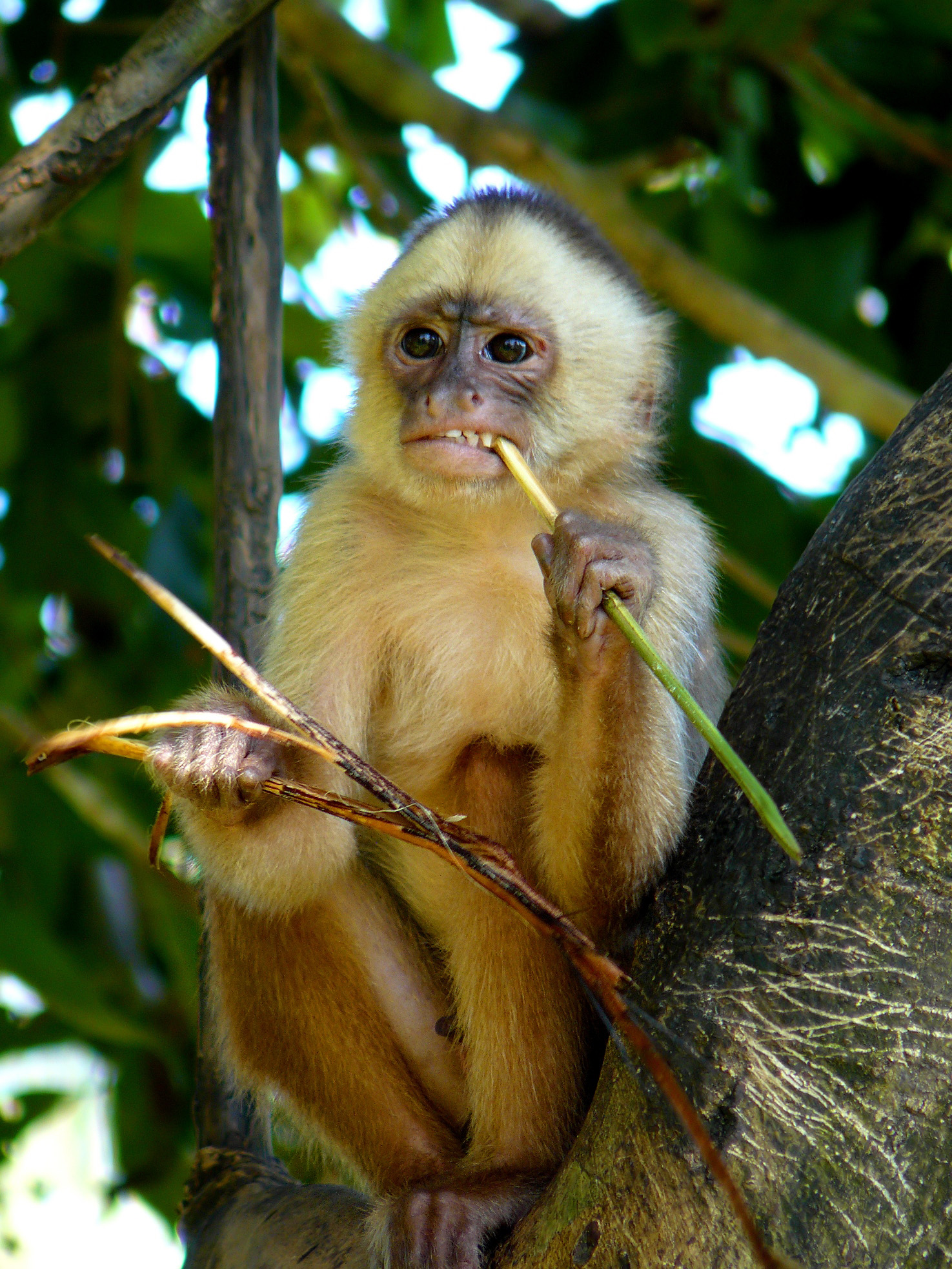
Khỉ thầy tu đầu trắng (Cebus albifrons)

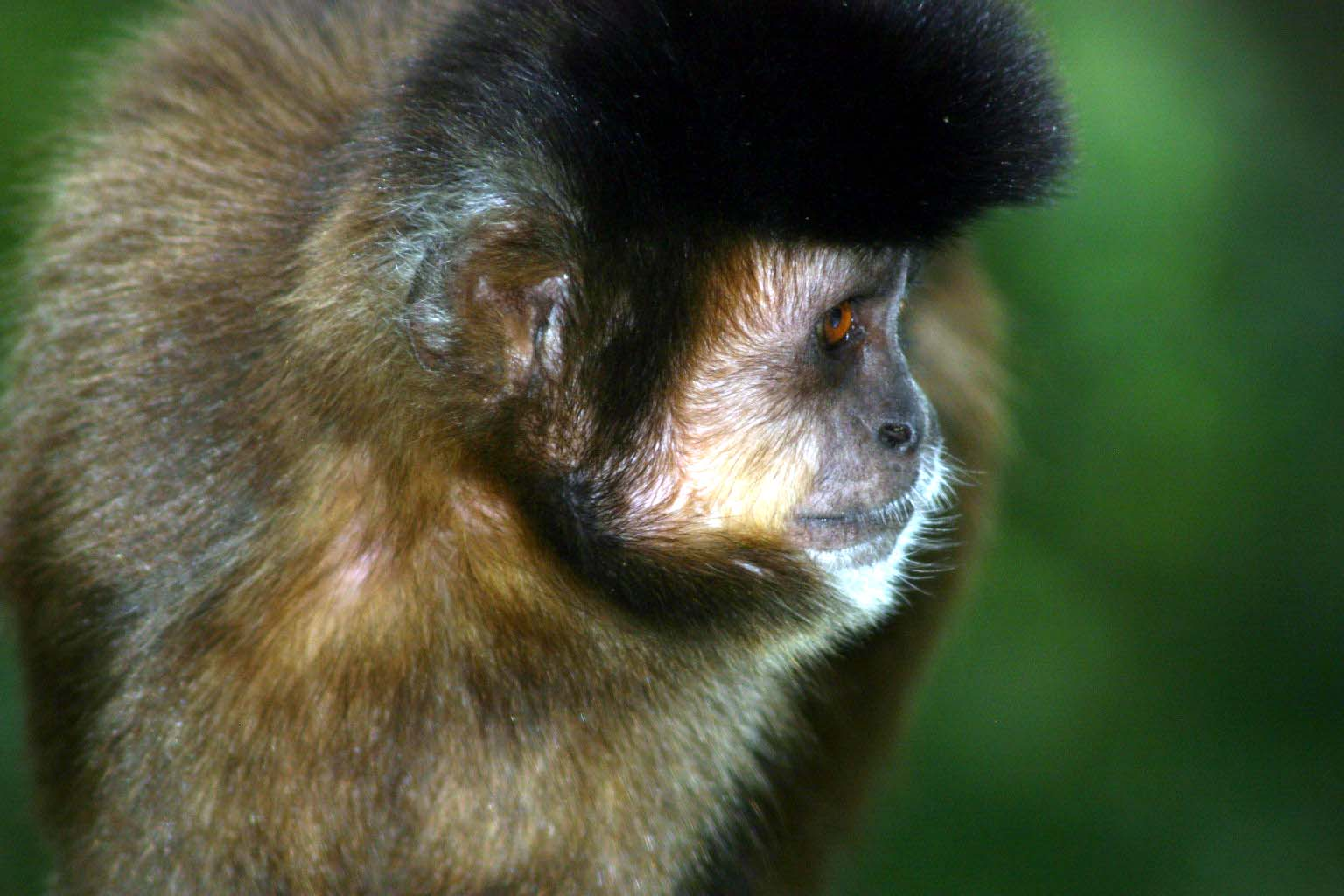
Khỉ thầy tu chần (Sapajus apella)

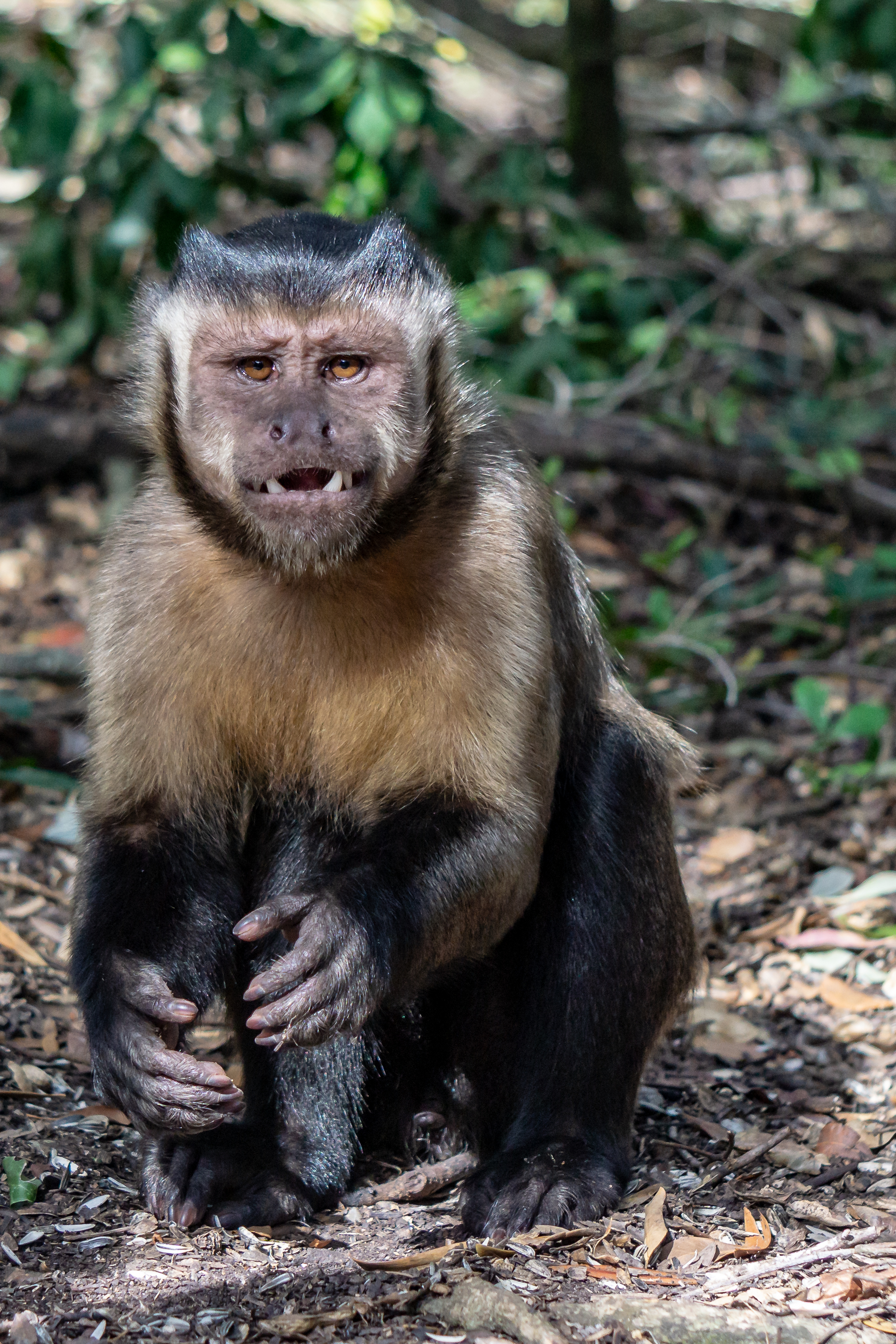

Khỉ thầy tu (hay còn gọi là khỉ mũ hay khỉ Capuchin) là các loài khỉ trong nhóm khỉ Tân Thế giới thuộc phân họ Cebinae. Trước năm 2011, phân họ này chỉ có duy nhất chi Cebus. Tuy nhiên, trong năm 2011 nó đã được đề xuất để phân chia khỉ thầy tu thành chi Cebus và Sapajus. Phạm vi phân bố của chúng bao gồm Trung Mỹ và khu vực phía Nam của Nam Mỹ và Bắc Argentina. Tên của chúng xuất phát từ một nhóm các tu sĩ Giáo hội Công giáo, thuộc nhánh của dòng Phanxicô, những người mặc áo choàng nâu có mũ trùm kín đầu. Khi các nhà thám hiểm tới châu Mỹ vào thế kỷ XV, họ đã nhìn thấy chúng giống như những tu sĩ Công giáo, vì thế đã đặt tên cho chúng là khỉ thầy tu. Tên khoa học của chi Cebus xuất phát từ kêbos trong tiếng Hy Lạp  có nghĩa là một con khỉ đuôi dài.

## Phân loài
Việc phân loài của chi này vẫn còn gây nhiều tranh cãi, và việc phân loại mới được đề xuất. 
Năm 2011, Jessica Lynch Alfaro và các cộng sự đã đề xuất loài khỉ thầy tu lớn (trước đây là loài Cebus apella) được đặt trong một chi riêng biệt, Sapajus, còn khỉ thầy tu mảnh dẻ (trước đây là nhóm Cebus capucinus) giữ nguyên trong chi Cebus. Và cách phân loại này được sử dụng phổ biến.
Theo các nghiên cứu di truyền do Lynch Alfaro nghiên cứu vào năm 2011, khỉ thầy tu mảnh dẻ có nguồn gốc tách ra khoảng 6,2 triệu năm trước đây. Lynch Alfaro nghi ngờ rằng việc này chính là bởi sông Amazon, mà tách khỏi những con khỉ trong rừng Amazon để phát triển thành loài khỉ thầy tu mảnh dẻ phát triển ở phía Bắc của rừng, từ những loài khỉ trong rừng Đại Tây Dương ở phía nam của dòng sông để phát triển thành những con khỉ thầy tu lớn. Khỉ thầy tu mảnh dẻ có chân dài hơn so với loài khỉ thầy tu lớn, ngoài ra là hộp sọ tròn, trong khi con khỉ thầy tu lớn lại có hàm thích nghi tốt hơn cho việc ăn các loại hạt cứng. Đặc điểm nổi bật là chỏm lông ở đầu và bộ râu của những con đực.

## Chi và loài
- Chi Cebus[9]
  - Cebus albifrons: Khỉ thầy tu trắng
    - Cebus albifrons aequatorialis: Khỉ thầy tu Ecuadorian
    - Cebus albifrons albifrons
    - Cebus albifrons cuscinus
    - Cebus albifrons trinitatis: Khỉ thầy tu đầu trắng Trinidad
    - Cebus albifrons unicolor
    - Cebus albifrons versicolor

  - Cebus capucinus: Khỉ thầy tu mặt trắng
  - Cebus kaapori: Khỉ thầy tu Kaapori
  - Cebus olivaceus
- Chi Sapajus[7]
  - Sapajus apella: Khỉ thầy tu chần, khỉ thầy tu chỏm nâu, chỏm đen 
    - Sapajus apella apella: Khỉ thầy tu chỏm nâu
    - Sapajus apella fatuellus
    - Sapajus apella macrocephalus: Khỉ thầy tu đầu lớn
    - Sapajus apella margaritae: Khỉ thầy tu đảo Margarita
    - Sapajus apella peruanus
    - Sapajus apella tocantinus

  - Sapajus flavius: Khỉ thầy tu vàng
  - Sapajus libidinosus: Khỉ thầy tu sọc đen
    - Sapajus libidinosus juruanus
    - Sapajus libidinosus libidinosus
    - Sapajus libidinosus pallidus
    - Sapajus libidinosus paraguayanus

  - Sapajus nigritus: Khỉ thầy tu đen
    - Sapajus nigritus cucullatus
    - Sapajus nigritus nigritus
    - Sapajus nigritus robustus: Khỉ thầy tu đầu mào

  - Sapajus xanthosternos: Khỉ thầy tu bụng vàng

* Loài mới được phát hiện lại.